# نهر حسن (كوهستان)
نهر حسن (بالفارسية: نهرحسن) هي قرية تقع في إيران في Kuhestan Rural District. يقدر عدد سكانها بـ 24 نسمة بحسب إحصاء 2016.